# Eopsaltria griseogularis
Eopsaltria griseogularis là một loài chim trong họ Petroicidae.
Đây là loài bản địa ở Úc. Loài này có chiều dài từ 13,5 đến 15,5 cm, phần trên màu xám, ngực và đầu màu xám, bị chặn ngang bởi những vệt trắng gần mỏm và dưới mắt, với phần bụng màu vàng dễ thấy. Chim trống và chim mái có bộ lông giống nhau. Hai phân loài được công nhận: phân loài griseogularis, có vết sần màu vàng, và phân loài rosinae có vết sần màu xanh ô liu.
Loài chim này sinh sống trong rừng bạch đàn, rừng cây và cây bụi, nói chung ưa thích các môi trường sống có nhiều lớp bụi rậm. Phạm vi phân bố bao gồm Tây Nam của Tây Úc và đường bờ biển phía Nam, cũng như Bán đảo Eyre ở Nam Úc. Chúng xây tổ hình cốc trên cây. Chủ yếu là loài ăn côn trùng, chúng chụp con mồi từ cành cây thấp hoặc kiếm ăn trên mặt đất. Mặc dù loài này được đánh giá là loài ít quan tâm trong Sách Đỏ các loài bị đe dọa của Liên minh Bảo tồn Thiên nhiên Quốc tế (IUCN), nhưng chúng đã suy giảm một phần trong phạm vi của nó.